# Euderus agromyzae
Euderus agromyzae är en stekelart som beskrevs av Gangrade 1961. Euderus agromyzae ingår i släktet Euderus och familjen finglanssteklar. Inga underarter finns listade i Catalogue of Life.